# Kommunikation & Recht
Kommunikation & Recht (abgekürzt: K&R) ist eine juristische Fachzeitschrift mit den Schwerpunkten Informations-,  Kommunikations-, Medien- Internet- und Telekommunikationsrecht. Die Zeitschrift ist nicht zu verwechseln mit der Zeitschrift Kunst und Recht, abgekürzt „KUR“.

## Inhalte
In der K&R werden Fachaufsätze, wissenschaftliche und praxisbezogene Beiträge und thematisch relevante Gerichtsentscheidungen zum Wettbewerbs- und Markenrecht, Medien- und Presse- und Rundfunkrecht, Datenschutzrecht, Urheberrecht, E-Commerce, Computer-, Internetrecht und Telekommunikationsrecht veröffentlicht.

## Ständige Mitarbeiter
Zu den ständigen Mitarbeitern gehören Personen aus Wissenschaft und Praxis; so zum Beispiel Christoph Degenhart, Franz Jürgen Säcker, Jürgen Taeger und viele mehr.

## Kooperationen
Eine Kooperationen besteht mit Telemedicus e. V., Rechtsfragen der Informationsgesellschaft.

## Erscheinungsweise/Redaktion
Die Zeitschrift erschien seit 1998 monatlich im Verlag Recht und Wirtschaft, der zur dfv Mediengruppe in Frankfurt am Main gehörte. Mit der Verschmelzung des Verlages Recht und Wirtschaft im Deutschen Fachverlag wird sie nun direkt von diesem herausgegeben. Chefredakteur der Zeitschrift ist Torsten Kutschke. Die Redaktion wird von der stellvertretenden Chefredakteurin Anja Keller geleitet.